# Srettha Thavisin
Srettha Thavisin (Thajština: เศรษฐา ทวีสิน; * 15. února 1962) je thajský podnikatel a politik sloužící jako předseda vlády Thajska od 22. srpna 2023. Dříve byl generálním ředitelem a prezidentem Sansiri.